# Swetlana Alexandrowna Masterkowa
Swetlana Alexandrowna Masterkowa (russisch Светлана Александровна Мастеркова, engl. Transkription Svetlana Masterkova; * 17. Januar 1968 in Atschinsk) ist eine russische, ehemalige Mittelstreckenläuferin. 1996 wurde sie zweifache Olympiasiegerin.

## Biografie
Den Durchbruch schaffte Masterkowa 1991 bei den sowjetischen Meisterschaften, wo sie Landesmeisterin über 800 Meter wurde und sich für die Weltmeisterschaften in Tokio qualifizieren konnte. Dort wurde sie im 800-Meter-Rennen Achte. 1992 hatte sie einige kleinere Erfolge, unter anderem eine Silbermedaille bei den Hallenweltmeisterschaften. 1994 und 1995 nahm sie sich eine Auszeit und gebar eine Tochter.
1996 kehrte sie zur Leichtathletik zurück. Sie beschloss, nicht nur über 800 Meter zu laufen, sondern auch über 1500 Meter (eine Distanz, die sie seit Jahren nicht mehr wettkampfmäßig absolviert hatte). Bei den russischen Meisterschaften gewann sie beide Rennen mit sehr guten Zeiten. Dennoch galt sie nicht als Favoritin bei den Olympischen Spielen in Atlanta; man erwartete Siege von Maria de Lurdes Mutola und Ana Fidelia Quirot. Im 800-Meter-Rennen führte Masterkowa von Beginn weg und gewann auch. Nach dieser Überraschung folgte für ihre Konkurrentinnen ein weiterer Schock, als sie auch über 1500 Meter gewann.
Bei den Weltmeisterschaften 1997 in Athen konnte Masterkowa nicht an ihre Leistungen anknüpfen. Eine Achillessehnenverletzung zwang sie zur Aufgabe des 1500-Meter-Vorlaufs. Die darauffolgende Saison hingegen war wieder sehr erfolgreich: Bei den Europameisterschaften 1998 in Budapest gewann sie das 1500-Meter-Rennen. Bei den Weltmeisterschaften 1999 in Sevilla wurde sie Dritte über 800 Meter sowie Weltmeisterin über 1500 Meter. Nachdem die Olympischen Spiele 2000 in Sydney für sie enttäuschend verlaufen waren, erklärte sie am Ende der Saison ihren Rücktritt vom Spitzensport.
Seit 1996 hält sie den aktuellen Weltrekord (Stand: Februar 2012) über 1000 Meter (2:28,98 min).

## Auszeichnungen
- Welt-Leichtathletin des Jahres 1996
- Europas Sportlerin des Jahres (PAP) 1996
- Europas Sportlerin des Jahres (UEPS) 1996
- Aufnahme in die IAAF Hall of Fame 2013